# كتب تور
كتب تور (بالإنجليزية: Tor Books)‏ هي البصمة الأساسية لمجموعة مجموعة تور للنشر (المعروفة سابقًا باسم توم دوهرتي أسوشيتس)، وهي شركة نشر مقرها مدينة نيويورك. تنشر في المقام الأول عناوين الخيال العلمي والفنتازيا، وهي أكبر ناشر لروايات الخيال العلمي الصينية في أمريكا الشمالية.

## وصلات خارجية
- الموقع الرسمي (بالألمانية)

- الموقع الرسمي (المملكة المتحدة)
- الموقع الرسمي (الولايات المتحدة)
- ملف كتب تور على ريزون، ديسمبر 2008
- تور أونلاين موقع المجتمع (بالألمانية)

- Tor.com موقع المجتمع (بالإنجليزية)